# Christoph Knorr
Johann Christoph Knorr, fälschlich auch Christian Knorr (* 1792; † 1867) war ein deutscher Kaufmann, Politiker und von 1833 bis 1837 Bürgermeister der damals bayerischen Stadt Zweibrücken.

## Leben
Ab 1830 betätigte sich der Kaufmann Knorr als Zichorienfabrikant und brachte mit dieser seinen Kaffeeersatz unter dem Markennamen „Rotkäppchen“ auf den Markt.

## Familie
Knorr war mit Carolina Weigel verheiratet, die aber schon vor dem Jahr 1858 starb.
Aus dieser Ehe gingen folgende Kinder hervor:
- Carolina Louisa Knorr ⚭ Chaumont Syffert
- Margaretha Antoinette Knorr ⚭ Alexander Böcking (Zichorienfabrikant in Saargemünd)
- Louisa Constantia Knorr ⚭ Friedrich Wilhelm Neubert
- Helene Knorr
- Rosa Auguste Knorr ⚭ Ludwig Rabuß
- Heinrich Simon ⚭ Josephine ???

## Rezeption
Auf dem Fasanerieberg in Zweibrücken ist eine Wohnstraße nach Christoph Knorr benannt.